# Bruce Arena
Bruce Arena (New York, 21 september 1951) is een Amerikaanse voetbalcoach.
Voor hij internationaal doorbrak was hij succesvol als jeugdtrainer aan de Universiteit van Virginia. Arena was hier achttien jaar hoofdcoach en won in die periode vijf nationale kampioenschappen. Van de 385 wedstrijden als coach werden er 295 gewonnen, 58 gelijk gespeeld en 32 verloren. Hij coachte in die periode verschillende spelers, die later een rol zouden gaan spelen in het nationale elftal, onder wie Claudio Reyna, Jeff Agoos, John Harkes, en Tony Meola.
In 1996 verliet Arena de universiteit en werd hoofdtrainer in de Major League Soccer bij DC United, met twee landstitels in de eerste twee seizoenen van de competitie als gevolg. De tweede titel leverde hem in 1997 de MLS Coach of the Year Award op. Een jaar later bereikte DC United opnieuw de finale, maar toen werd deze gewonnen door Chicago Fire en ging de prijs naar Fire-coach Bob Bradley. Ook internationaal had Arena succes met DC United. Hij won in 1998 met de club zowel de CONCACAF Champions Cup, waarin de finale werd gewonnen van het Mexicaanse Club Toluca, als de Copa Interamericana, waarin het Braziliaanse Vasco da Gama werd verslagen.
Arena werd in oktober 1998 aangesteld als bondscoach om de vertrekkende Steve Sampson op te volgen. Sampson moest vertrekken na de tegenvallende prestaties op het WK voetbal 1998. Arena maakte van het nationale elftal een succesvolle internationale formatie en werd al snel de meest succesvolle Amerikaanse bondscoach aller tijden. Tijdens het WK voetbal 2002 bereikte Arena met zijn team de kwartfinale, waarin uiteindelijk werd verloren van de verliezend finalist Duitsland. Arena zorgde in 2005 voor kwalificatie voor het WK voetbal 2006 en bracht de Verenigde Staten in april 2006 op de allerhoogste FIFA-wereldranglijstpositie aller tijden, de vierde plaats. Arena wist met de Amerikaanse nationale ploeg in 2002, 2005 en 2017 de CONCACAF Gold Cup te winnen.
Als voetballer speelde Arena als doelman voor Nassau Community College (1969-1971) en Cornell University (1971-1973).  Hij speelde hij één interland in een vriendschappelijke wedstrijd op 15 november 1973 tegen Israël. Via de draft kwam hij terecht bij de New York Cosmos, maar kwam daar niet aan spelen toe. Daarop besloot hij professioneel Lacrosse te gaan spelen bij de Montreal Quebecois (1975) en professioneel voetbal bij Tacoma Tides (1976).
Kenny Arena, de zoon van Bruce maakte in het seizoen 2003/04 deel uit van de selectie van de New York/New Jersey MetroStars. Een jaar later zat hij bij DC United, maar werd in datzelfde jaar nog ontslagen zonder ook maar een wedstrijd te hebben gespeeld.

## Erelijst
Als trainer
| Competitie                  |                    |                                    |                    |                    |
| Competitie                  | Aantal             | Jaren                              |                    |                    |
| Virginia Cavaliers          | Virginia Cavaliers | Virginia Cavaliers                 | Virginia Cavaliers | Virginia Cavaliers |
| --------------------------- | ------------------ | ---------------------------------- | ------------------ | ------------------ |
| College Cup                 | 5x                 | 1989, 1991, 1992, 1993, 1994       |                    |                    |
| ACC Men's Soccer Tournament | 6x                 | 1988, 1991, 1992, 1993, 1994, 1995 |                    |                    |
| DC United                   |                    |                                    |                    |                    |
| Internationaal              |                    |                                    |                    |                    |
| CONCACAF Champions Cup      | 1x                 | 1998                               |                    |                    |
| Copa Interamericana         | 1x                 | 1998                               |                    |                    |
| Nationaal                   |                    |                                    |                    |                    |
| MLS Cup                     | 1x                 | 1996, 1997                         |                    |                    |
| MLS Supporters' Shield      | 1x                 | 1997                               |                    |                    |
| Eastern Conference          | 3x                 | 1996, 1997, 1998                   |                    |                    |
| Lamar Hunt US Open Cup      | 1x                 | 1996                               |                    |                    |
| LA Galaxy                   |                    |                                    |                    |                    |
| MLS Cup                     | 3x                 | 2011, 2012, 2014                   |                    |                    |
| MLS Supporters' Shield      | 2x                 | 2010, 2011                         |                    |                    |
| Western Conference          | 4x                 | 2009, 2011, 2012, 2014             |                    |                    |

| Competitie        | Winnaar          | Winnaar          | Runner-up        | Runner-up        | Derde            | Derde            |
| Competitie        | Aantal           | Jaren            | Aantal           | Jaren            | Aantal           | Jaren            |
| Verenigde Staten  | Verenigde Staten | Verenigde Staten | Verenigde Staten | Verenigde Staten | Verenigde Staten | Verenigde Staten |
| ----------------- | ---------------- | ---------------- | ---------------- | ---------------- | ---------------- | ---------------- |
| CONCACAF Gold Cup | 3x               | 2002, 2005, 2017 |                  |                  | 1x               | 2003             |